# Qian Zhongshu
Qian Zhongshu, född 21 november 1910 i Wuxi, död 19 december 1998 i Peking, var en kinesisk författare och akademiker. Han är känd för sin humor och vitterhet, sin djupa lärdom i klassisk kinesisk litteratur och för sina lärda jämförelser mellan de kinesiska och  västerländska kulturerna.
Hans mest kända verk, den satiriska romanen 圍城，围城, översatt till engelska Fortress Besieged, från 1947 är en av de mest välkända romanerna i modern kinesisk litteratur och gjordes som TV-serie på 1990-talet. Qian Zhongshus prosa anses höra till den vackraste som skrivits på kinesiska. 
Han var gift med författaren och översättaren Yang Jiang.